# Planinska povest
Planinska povest (nem. Bergroman, Bergerzählung, angl. mountain fiction) je vrsta planinske literature. Sinonimna izraza sta planinski roman in redkejši gorniški roman.

## Oblike planinske literature
Med oblike planinske literature štejemo: pravljice, ljudske povesti, igre, pesmi, planinske monografije, planinske (avto)biografije, almanahe, alpinistično literaturo itd., najpogostejša oblika planinskega leposlovja pa je planinski potopis, ki običajno popisuje en izlet.
Planinska literatura ima pomembno kulturnozgodovinsko sporočilo o pomenu gora za Slovence, saj hribi predstavljajo del slovenske identitete. Planinska povest se uvršča v druge žanre: kmečko povest, športni roman, mladinsko literaturo, humoristično literaturo, pogosto pa je povezana tudi z živalsko tematiko. V knjižnicah planinsko literaturo najdemo v rubriki športna literatura.
Žanrski tipi planinske povesti so pastirska povest, lovska povest (znotraj kmečke povesti) in alpinistična povest (v okviru meščanskega športnega romana).

## Elementi planinske povesti
Najpogostejši tip glavne osebe je posebnež – samotar, čudak, odtrgan od vasi, ali pa skrajni individualist, ki v svetu prvobitne gorske divjine išče svoj duševni mir in utrjuje svojo moralo. Pogosta sestavina planinske povesti je ljubezenski trikotnik moški-gora-ženska, pri čemer gora predstavlja presežek moralnih vrednot in višje principe. Planina predstavlja prostor za sproščanje socialnih napetosti.

## Začetki slovenske planinske povesti
Slovenska planinska povest je nastajala dolgo časa in pod različnimi žanrskimi oznakami. Prvo dolgo besedilo, Mencingerjeva Moja hoja na Triglav, žanrsko ni bilo tvorno. V Kozakovem Belem macesnu fabule ni več mogoče gladko razbrati in razpada v posamezne slike. Sinonim za klasično planinsko povest je Janez Jalen s pastirsko idilo, divjim lovom in planšarstvom, vrh slovenske planinske povesti pa je v štiridesetih letih 20. stoletja, ki jih zaznamuje povečan delež pravljičnosti (Ivan Tomažič, Josip Vandot). Planinska povest, ki je izhajala med drugo svetovno vojno, je ena izmed temeljnih oblik neodporniške pripovedne proze, povojni obseg planinske povesti pa je skromen (najdejavnejši pisatelj je Ivo Svetina). Najplodovitejši slovenski pisec planinske povesti po številu naslovov je Josip Vandot z mladinskimi pripovedmi o Kekcu.

## Prevedena planinska povest
Tudi vrsta tujih avtorjev, predvsem nemških, je navdih za pisanje črpala iz slovenske gorske pokrajine. Pomembna avtorja planinske povesti, katerih dela so bila prevedena tudi v slovenščino, sta Gustav Renker (Pet mož gradi pot, 1936) in Josef Friedrich Perkonig (Bergsegen, 1930, Ugrabljena strd, 1960). Slovenci imajo v teh romanih negativno vlogo.
Zgolj v češčini je planinska pripovedna proza Marie Gebauerove: roman Rod Jurija Klemenčiče (1918) in kratkoprozna zbirka Na zemi: 1914–1918 (1920), ki se dogaja na Jezerskem.